# Ахмедов, Фархад Теймур оглы
Фарха́д Те́ймур оглы́ Ахме́дов (азерб. Fərhad Teymur oğlu Əhmədov; род. 15 сентября 1955, Баку, Азербайджанская ССР, СССР) — российский бизнесмен и политический деятель, меценат и филантроп.
Из-за вторжения России на Украину находится под санкциями ряда стран.

## Ранние годы и образование
Фархад Ахмедов родился 15 сентября 1955 года в городе Баку в семье советского управленца Теймур Фарадж оглы Ахмедова.
В 1970 году переехал в Москву. В 1975—1977 годах проходил срочную службу в рядах Советской армии.
В 1983 году завершил обучение в Московской ветеринарной академии по специальности «технология и товароведение».
Позднее учился в аспирантуре РГУ нефти и газа имени Губкина. В 2000 году получил учёную степень кандидата экономических наук.

## Карьера
С 1987 года жил в Великобритании. Первый капитал получил на торговле соболями на Лондонской товарной бирже. В том же году создал компанию Tansley Trading, поставлявшую оборудование советским газовым предприятиям.
Ахмедов участвовал в подготовке подписанного в 1994 году «Контракта века», международного проекта по освоению нефтяных месторождений Азери — Чираг — Гюнешли в Азербайджане.

### Нортгаз
В 1993 году Ахмедов получил 5%-ную долю в газодобывающем предприятии «Нортгаз», новом совместном предприятии «Газпрома» и американской компании Bechtel Energy для разработки Северо-Уренгойского месторождения (ЯНАО). В 1994 году вернулся в Россию.
В конце 1990-х Ахмедов смог вывести «Нортгаз» из кризиса, вложив $150 млн привлечённых инвестиций. В 1999 году, посчитав, что «Газпром» не участвует деньгами в жизни компании, его структуры размыли в ходе двух эмиссий долю «Уренгойгазпрома», дочерней структуры «Газпрома», до 0,5 %. После получения контроля над «Нортгазом» Ахмедов в 2002 году стал председателем совета директоров компании. В 2003 году после третьей эмиссии акций «Уренгойгазпром» вообще исчез из числа акционеров. C 2001 года компании вели судебные тяжбы. «Газпром» с начала 2004 года требовал отзыва у «Нортгаза» лицензии на Северо-Уренгойское месторождение, и в апреле 2005 года лицензия была аннулирована. В мае того же года многолетняя тяжба завершилась подписанием мирового соглашения по британскому праву, по которому Ахмедов безвозмездно передал «Газпрому» 51 % акций «Нортгаза». Вслед за урегулированием спора «Нортгазу» вернули лицензию.
В 2012 г. Ахмедов продал принадлежавшие ему 49 % акций «Нортгаза» компании «Новатэк» за $1,375 млрд, сменив свой статус нефтегазового трейдера на частного инвестора.
Одновременно с предпринимательской деятельностью окончил заочную аспирантуру Российского государственного университета нефти и газа им. И. М. Губкина, защитил диссертацию на степень кандидата экономических наук. Был избран членом-корреспондентом Международной академии технологических наук.

## Состояние
Ф. Ахмедов, на протяжении более десяти лет, неизменно входит в рейтинг 200 наиболее состоятельных людей России по российской версии журнала Forbes. По состоянию на 2019 год, занимал 67-е место в рейтинге богатейших людей России (оценка личного состояния — $1,4 млрд.). В списке миллиардеров всемирной версии Forbes занимает 2141-е место.
Ф. Ахмедов относится к сравнительно малому кругу российских миллиардеров, способных легко доказать законность происхождения своего состояния. Он никогда не принимал участия в так называемых «залоговых аукционах» и один из немногих крупных российских бизнесменов, которые не пользовались государственными бюджетными субсидиями. В досье Forbes Ахмедов обозначен как self-made man («человек, обязанный успехом самому себе»).

## Политическая деятельность
В 2004 году Ф. Ахмедов был назначен представителем Администрации Краснодарского края в Совете Федерации РФ (до 2007 г.). Стал первым, и на текущий момент единственным этническим азербайджанцем, представленным в высшей палате законодательной власти РФ.
Активно участвовал в политической и экономической жизни региона. Заложил основу развития современного туристического кластера в Краснодарском крае, способствовал продвижению края как инвестиционно привлекательного региона.
В 2007 году назначен представителем Собрания депутатов Ненецкого автономного округа в Совете Федерации (до 2009 года).
В период работы в СФ, в качестве члена Комитета по правовым и юридическим вопросам, участвовал в разработке и принятии ряда законодательных актов Российской Федерации.
В период 2007—2010 годов, принимал активное участие в работе российской делегации в Парламентской ассамблее Совета Европы (ПАСЕ), неоднократно был международным наблюдателем на выборах, в том числе в Азербайджане.
В этот период наработал обширные международные контакты и связи, которые, в частности, помогли ему внести решающий вклад в нормализацию турецко-российских отношений, обострившихся в 2015 г. — на личной встрече с Президентом Турции он предложил единственный возможный вариант урегулирования разногласий, который устраивал обе стороны (данный факт был позднее обнародован министром иностранных дел Турции М. Чавушоглу).
В январе 2018 года Ф. Ахмедов, среди прочих, был включён в так называемый «Кремлёвский доклад» — документ, представленный американскому Конгрессу Министерством финансов США в соответствии с законом «О противодействии противникам США посредством санкций» (CAATSA). С точки зрения законодательства США, включение в документ не предполагает юридических последствий для перечисленных в нём лиц.

## Связи с Азербайджаном
В 2006 году Ф. Ахмедов выкупил и после существенных инвестиций восстановил функционирование Гейчайского консервного завода, первым директором которого был его отец.
С 2009 года является председателем Совета директоров и акционером закрытого акционерного общества «AZNAR» им. Теймура Ахмедова. Только на начальном этапе инвестировал в проект $55 млн, что позволило наладить выпуск продукции (прежде всего гранатового сока), поставляемой как на внутренний рынок, так и на экспорт (в том числе, США, Европу, Японию, Китай, Новую Зеландию), и создать сотни рабочих мест в Гейчайском и Исмаиллинском районах Азербайджана.
В последние годы, помимо финансирования пищевой промышленности, Ф. Ахмедов инвестировал значительные средства в развитие сельского хозяйства. В том числе в рыболовство, скотоводство, пчеловодство, виноградарство, наладил производство вина из винограда с принадлежащих ему виноградников. Инвестировал в другие крупномасштабные проекты, в частности, в гостиничный и медицинский секторы.
По состоянию на 2020 год общий объём финансовых средств, вложенных бизнесменом в проекты в Азербайджане, составляет более $200 млн.

## Санкции
8 апреля 2022 года, после вторжения России в Украину, Фархад Ахмедов был включён в санкционный список Евросоюза как ведущий бизнесмен, работающий в секторах экономики, обеспечивающих существенный источник дохода правительству Российской Федерации. 13 апреля 2022 года Великобритания ввела санкции в отношении Ахмедова по аналогичной причине.
18 мая 2022 года попал в санкционный список Канады «элит и близких соратников режима» состоящий из 14 лиц «за то, что они непосредственно способствовали бессмысленной войне Владимира Путина в Украине и несут ответственность за боль и страдания народа Украины». 19 октября 2022 года был внесён в санкционный список Украины как основатель компании «Tansley Trading», которая «поставляла оборудование российским производителям газа», также отмечается что Фархад Ахмедов «близок к Кремлю». По аналогичным причинам, с 13 апреля 2022 года он находится под санкциями Швейцарии.
В середине сентября 2023 года стало известно, что Евросоюз не будет продлевать введённые в отношении Ахмедова санкции.
19 марта 2025 года исключён из санкционного списка Великобритании.

## Семья и личная жизнь
Был женат три раза. От этих браков имеет шестерых детей: Анна (1979 г.р.), Темур (1993 г.р.), Эдгар (1996 г.р.), Сулейман (2013 г.р.), Ария (2017 г.р.) и Адам Ахмедов (2020 г.р.). Супруга — Анна Ахмедова (Адамова) 1983 года рождения.

### Развод и судебная тяжба
Татьяна Сорока и Фархад Ахмедов познакомились в 1989, поженились в 1993 году. В браке родилось двое сыновей. Их развод был оформлен в России ещё в 2000 году. Ещё спустя три года Татьяна Ахмедова, у которой двойное гражданство, ходатайствовала о разводе согласно английскому праву, и в Великобритании их брак официально распался только в конце 2014 года.
В ноябре 2012 года Ахмедов продал 49 % акций «Нортгаза» «Новатэку» за $1,375 млрд. В 2013 году Татьяна Ахмедова подала иск в Высокий суд Лондона с требованием разделить средства, нажитые в браке. В начале 2016 года Ахмедов предлагал Татьяне урегулировать спор за отступные в £100 млн, но она отказалась. В судебной тяжбе Татьяну Ахмедову поддерживала британская финансово-юридическая компания Burford Capital, вложившая несколько десятков миллионов фунтов стерлингов в судебный процесс за выплату 30 % от вырученных средств.
В ноябре 2016 года Ахмедов, опасаясь наложения ареста на активы, передал коллекцию современного искусства из траста на Бермудских островах в траст в Лихтенштейне, финансовые активы были переведены из швейцарской компании Ахмедова Cotor Investment в банке UBS. В мае 2017 года суд обязал Ахмедова передать Татьяне предметы искусства на £90 млн и выплатить £350 млн. Однако Фархад Ахмедов отказался выполнять решение суда. В апреле 2018 года суд Лондона санкционировал арест 115-метровой яхты Luna, загодя переправленной Ахмедовым в Дубай. Последующие два года яхта провела в доке, и только в феврале 2020 года местный апелляционный суд отказал Татьяне Ахмедовой в исполнении лондонского решения, так как оно «противоречит законам шариата».
В январе 2020 года Татьяна Ахмедова подала иск против собственного сына Темура, обвинив его в помощи отцу в выводе активов. В январе 2021 года Высокий суд Лондона удовлетворил её иск, присудив сыну выплатить матери £70 млн.
В июле 2021 Татьяна Ахмедова отказалась от борьбы за исполнение решения Высокого суда Лондона, который присудил ей сумму в размере £453 млн (около 46,5 млрд руб. по курсу на тот момент). Она согласилась на единовременную выплату £150 млн (около 15,4 млрд руб.), из которых вознаграждение Burford, по некоторым данным, составит £74,5 млн.

## Благотворительность
Ф. Ахмедов регулярно оказывает материальную помощь школам, детским организациям, медицинским учреждениям, студентам, инвалидам и ветеранам через благотворительный фонд «AZNAR» и другие организации.
Бизнесмен неоднократно организовывал выставки произведений азербайджанских художников за рубежом — в Лондоне, Венеции и Париже. Долгие годы адресатом благотворительности Ахмедова является его малая Родина — Гейчайский район Азербайджана, где он спонсирует различные спортивные мероприятия и фестивали.
Ф. Ахмедов является инициатором и основным спонсором «Фестиваля Граната» — культурно-массового мероприятия, которое проводится в первой декаде ноября в Гейчайском районе на протяжении вот уже 15 лет, приобретая с каждым годом растущее общенациональное и международное звучание.
В марте 2020 года, в разгар всемирной пандемии коронавируса, откликнувшись на призыв Президента Азербайджана Ильхама Алиева, Ф. Ахмедов, от лица возглавляемого им ЗАО «AZNAR», перечислил 1 млн манатов в Национальный фонд борьбы с коронавирусом. Он также оказал финансовую и продовольственную помощь 1.600 семьям Гейчайского района,
В период Второй Карабахской войны (сентябрь — ноябрь 2020 г.) возглавляемое Ф. Ахмедовым ЗАО «AZNAR» отправило Вооружённым Силам Азербайджана в качестве безвозмездной помощи медикаменты, одежду, продукты питания и другие предметы первой необходимости, на общую сумму более 1 млн манатов. По завершении войны, Ф. Ахмедовым был перечислен ещё 1 млн манатов в Фонд поддержки семьям погибших военнослужащих и ветеранов войны.

## Общественная деятельность
Часто выступает по широкому спектру серьёзных проблем в средствах массовой информации, а также на своей странице в Facebook, на портале «Эхо Москвы» (где у него есть персональный блог), различных СМИ России, Азербайджана, и ряда других государств, в том числе по следующим вопросам: глобальная политика и экономика, Карабахский конфликт и пути его урегулирования, внутренняя политика и реформы в Азербайджане, российско-турецкие отношения.
Часто использует жанр обращения или открытого письма. Публикации характеризуются откровенным и острополемическим стилем и вызывают противоречивые отклики. В частности, споры вызвали опубликованная в августе 2016 года статья-обращение «Дайте миру шанс!» (о Нагорно-Карабахском урегулировании) и эссе «О пользе оппозиции» (декабрь 2019 года, о предстоящих парламентских выборах в Азербайджане). В этих и других своих публикациях, Фархад Ахмедов заявляет о своей полной поддержке политики Президента Азербайджана Ильхама Алиева, в частности, его курса на реформирование общества и государства перед лицом вызовов XXI века.
25 марта 2023 года в СМИ широко распространилась и вызвала общественный резонанс 35-минутная аудиозапись разговора между, предположительно, Иосифом Пригожиным и Фархадом Ахмедовым. В записи оба собеседника в нецензурной форме критикуют руководство России. 26 марта Пригожин выступил с заявлением, что запись является «фейком» с использованием нейросетей, но позднее сообщил что «какие-то моменты» в разговоре настоящие.

## Награды
- Орден «Дружба» (15 сентября 2020 года, Азербайджан) — за заслуги в развитии взаимных связей между Азербайджанской Республикой и Российской Федерацией[44].

## Хобби
Коллекционирует картины, в первую очередь, азербайджанских художников. По сообщениям печати, в 2015 году приобрёл картину известного американского художника Марка Ротко Untitled Yellow and Blue за $46,5 млн.
Увлекается охотой. В последние годы предпочитает отдых на природе в кругу семьи.
Обладает широкими разветвлёнными связями в политических кругах и бизнес-элите различных государств. В СМИ среди его друзей в разные периоды времени СМИ называют Романа Абрамовича, Петра Авена, Германа Грефа, Бориса Березовского, Евгения Швидлера.